# Mamuša (gmina)
Mamuša (serb. Мамуша, alb. Mamushës, tur. Mamuşa) – gmina w Kosowie, w regionie Prizren. Jej siedzibą jest miasto Mamuša.

## Demografia
W 2011 roku gmina liczyła 5507 mieszkańców. Większość z nich stanowili etniczni Turcy – 93,1%. Wymieniało się następujące grupy narodowościowe i etniczne:
1. Turcy (5128)
2. Albańczycy (327)
3. Romowie (39)
4. Ashkali (12)
5. Boszniacy (1)

## Polityka
W wyborach lokalnych przeprowadzonych w 2017 roku kandydaci Tureckiej Demokratycznej Partii Kosowa uzyskali 7 z 15 mandatów w radzie gminy. Frekwencja wyniosła 67,5%. Burmistrzem został Iliyaz Bayraktar.